# Segenskirche (Berlin-Reinickendorf)

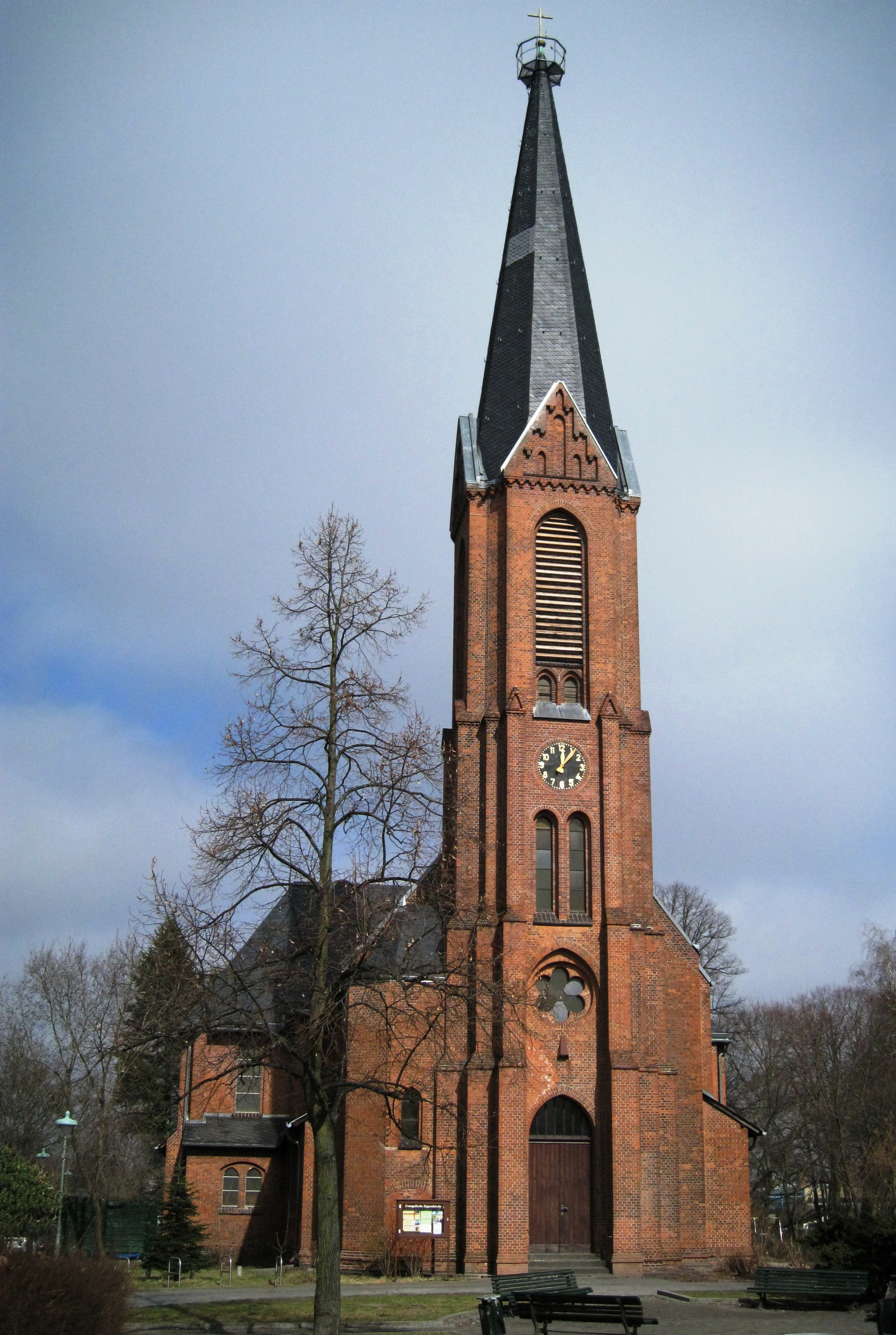
Segenskirche Reinickendorf

Die Segenskirche Reinickendorf in der Auguste-Viktoria-Allee im Berliner Ortsteil Reinickendorf wurde vom schlesischen Architekten H. Schatteburg als schlichte neugotische Hallenkirche geschaffen und am 15. November 1892 eingeweiht. Im Zweiten Weltkrieg stark zerstört, wurde sie nach historischem Vorbild wieder aufgebaut. Die Kirche steht unter Denkmalschutz.

## Geschichte
Die Dorfkirche genügte Ende des 19. Jahrhunderts mit ihren 200 Plätzen schon lange nicht mehr den kirchlichen Erfordernissen, vor allem, nachdem die Landgemeinde Reinickendorf ab 1871 in den Sog der Großstadt Berlin geriet. Die Einwohnerzahl wuchs bis 1890 durch neue Siedlungen auf über 10.000. Die finanziellen Verhältnisse von Reinickendorf ließen den Bau einer weiteren Kirche nicht zu. Deshalb wandte sich ein Einwohner in einem Bittgesuch an Kaiserin Auguste-Viktoria, dass sie der kirchlichen Not in Reinickendorf abhelfe. Der zur Stellungnahme aufgeforderte Pfarrer aus Rosenthal, Reinickendorf wurde von dort aus kirchlich mitversorgt, wies in seinem Bericht zur kirchlichen Situation in Reinickendorf-West darauf hin, dass, infolge der großen Entfernung zu Kirchen und der sehr schlechten Wege zu ihnen, die Entfremdung der Bevölkerung von der Kirche zunehme, was sich in der Vernachlässigung von Taufen und Trauungen niederschlage. Nach seiner Ansicht war für den westlichen Teil Reinickendorfs die Errichtung einer Kapelle zur Abhaltung öffentlicher Gottesdienste und Verrichtung kirchlicher Handlungen ein großes Bedürfnis. Am 11. August 1890 empfahl das Königliche Konsistorium in Berlin auf Grund dieses Berichtes den Bau einer Kirche.
Die Dorfkirche Reinickendorf hatte seit 1890 einen eigenen Hilfsgeistlichen, der 1891 zum Pfarrer ernannt wurde. Er war auch für die Segenskirche zuständig. Die Gottesdienste fanden in der Dorfkirche von 9 bis 10.30 Uhr und in der Segenskirche von 11 bis 12.30 Uhr statt. Aufgrund einer polizeilichen Vorschrift musste der Handel während der Gottesdienstzeit ruhen, üblicherweise zwischen 9 und 11 Uhr. Dies war in Reinickendorf bei einem Pfarrer für beide Kirchen nicht möglich. Aufgrund der langen Schließungspause von 9 bis 13 Uhr beklagen die Händler Umsatzeinbußen, deshalb verlangte der Amtsvorsteher von Reinickendorf, dass die Segenskirche einen eigenen Pfarrer erhält. Zunächst versah ein Hilfsgeistlicher seinen Dienst in der Segenskirche, ab dem 1. Oktober 1895 wurde eine zweite feste Pfarrstelle für Reinickendorf mit Sitz in Reinickendorf-West eingerichtet. Weil Reinickendorf bereits 11.000 Einwohner hatte, beschloss das Konsistorium, dass ab dem 1. Januar 1901 Reinickendorf selbstständige Gemeinde mit der Dorfkirche als Hauptkirche und der Segenskirche als zweite Predigtstätte mit jeweils einem Pfarrer wird. Die Segenskirchengemeinde ist erst seit dem 1. April 1954 selbstständig.

## Gebäude

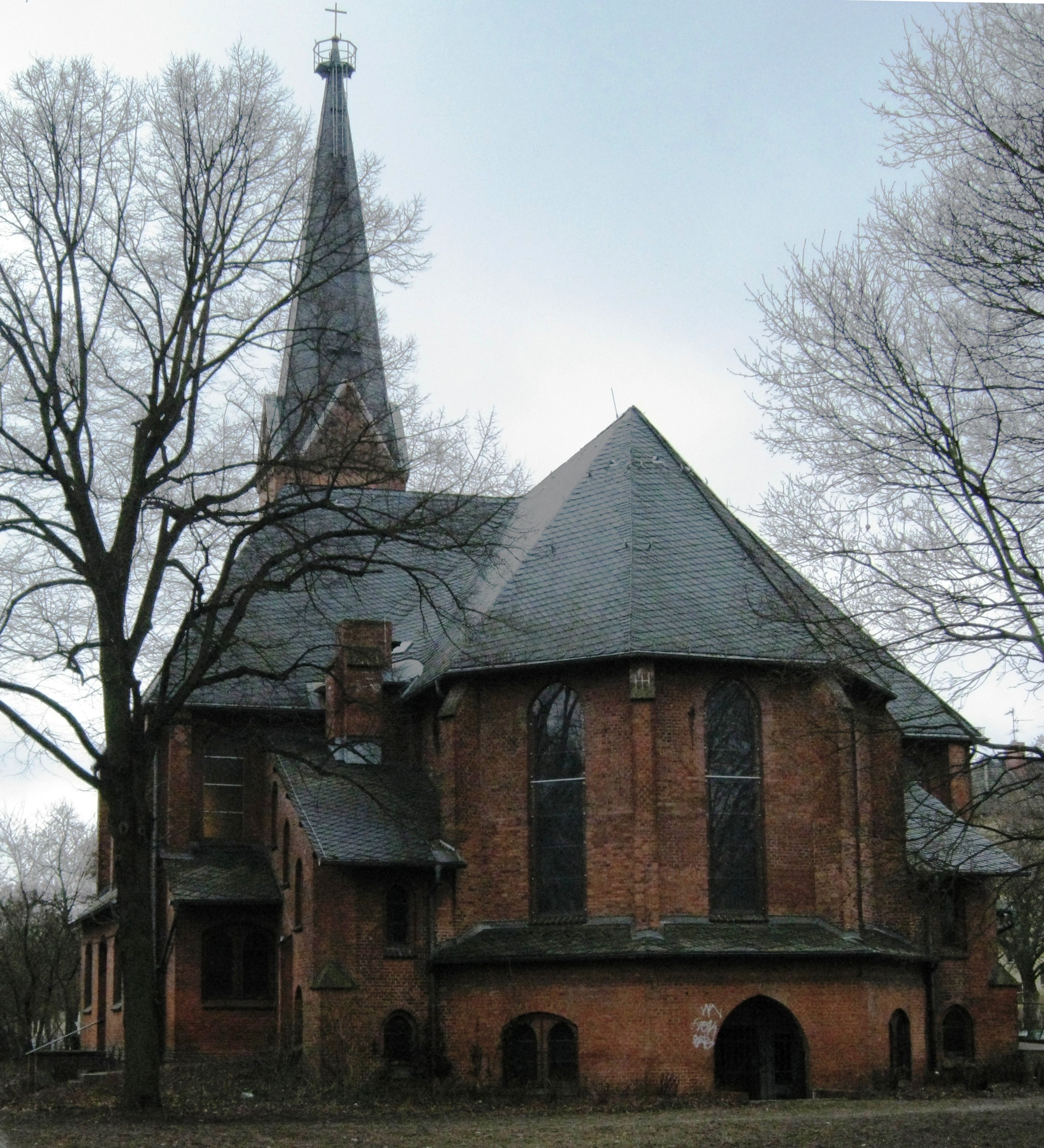
Kirchenschiff der Segenskirche

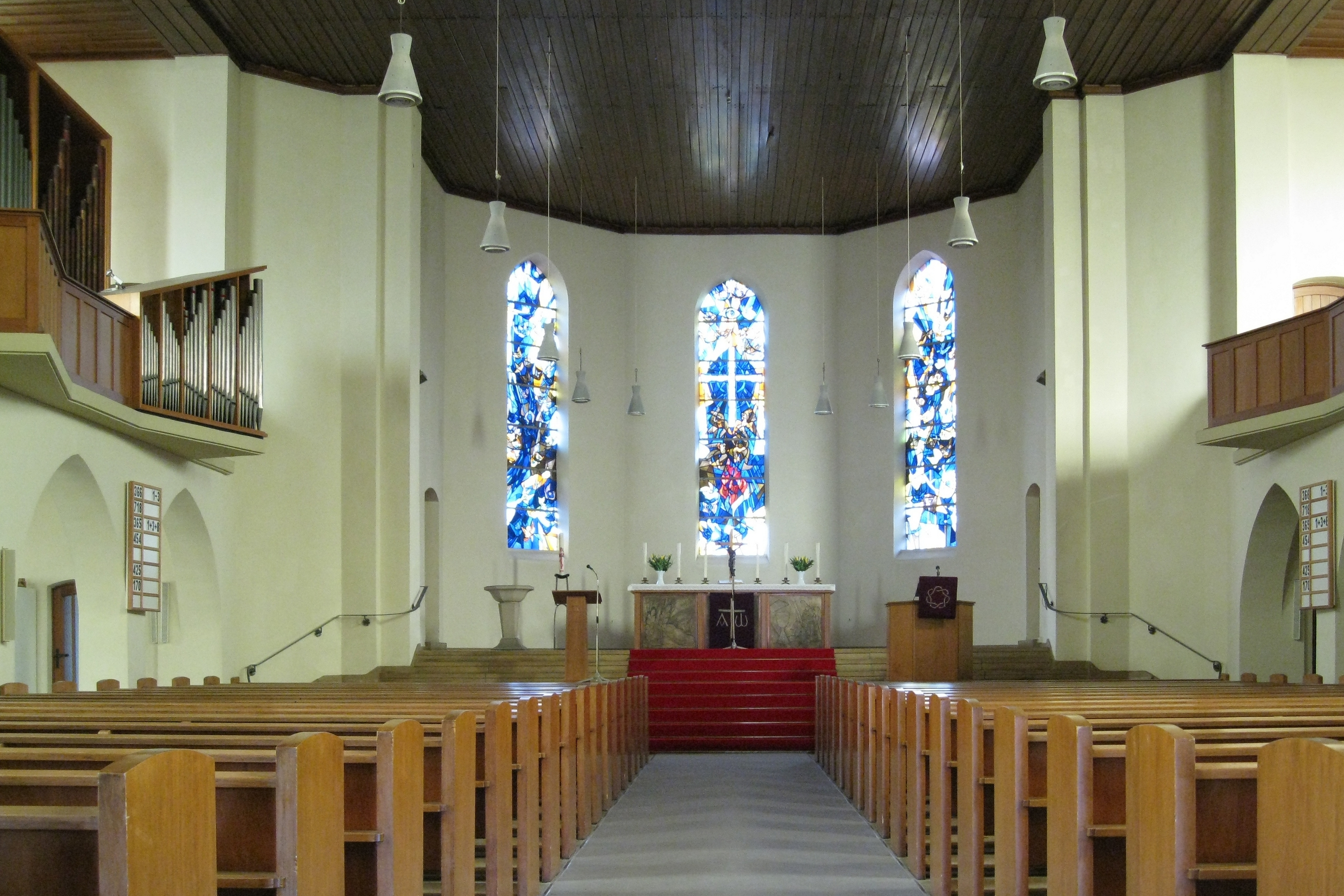
Innenraum der Segenskirche

Seit dem 2. Mai 1890 bestand der Kirchenbau-Verein zur Förderung des Kirchenbaus in Berlin und seiner näheren Umgebung. Innerhalb eines Jahrzehnts entstanden etwa 50 Neubauten, einerseits um die Kirchennot zu lindern, andererseits um sakrale Repräsentationsbauten zu schaffen, an denen Berlin arm war. Der Kirchenbau-Verein finanzierte zwar die geplanten Bauvorhaben nur zum Teil, er beteiligte sich aber an der Einwerbung von Geldmitteln bei wohlhabenden Bürgern bzw. auch bei der Beschaffung von Bauplätzen. Als eine der ersten Gemeinden wurde Reinickendorf wegen seiner Kirchennot vom Kirchenbau-Verein unterstützt. Dessen erster Erfolg war die Schenkung des Grund und Bodens zur Erbauung einer Kirche nebst einem Pfarrhaus durch den Rentier Hechel aus Reinickendorf. Die Gemeinde Reinickendorf, deren Mitglieder größtenteils aus Arbeiterfamilien stammten, konnte für den Kirchenbau nur 4.000 Mark (kaufkraftbereinigt in heutiger Währung: rund 32.000 Euro) einsammeln, weitere 113.000 Mark (heute: rund 916.000 Euro) wurden vom Kaiserhaus, der Gemeinde Rosenthal und einer Wohltäterin gespendet. Der Rohbau verschlang 110.000 Mark, die Inneneinrichtung kostete 25.000 Mark und konnte erst dank weiterer Spenden finanziert werden. Am 15. Juni 1891 war die Grundsteinlegung, am 15. November 1892 die Einweihung.
Der Architekt H. Schatteburg schuf eine neugotische Hallenkirche mit schlichter Holzbalkendecke auf dem Grundriss eines lateinischen Kreuzes. Wände und Turm waren auf Grund der begrenzten Mittel äußerst sparsam gestaltet und in Backstein ausgeführt. Die Kirche unterschied sich von den zeitgleich entstandenen Repräsentationsbauten der Auferstehungskirche oder der Neuen Nazarethkirche.
Im Jahr 1939 wurde die Segenskirche umgebaut, der Altarraum erhielt drei farbige Glasfenster. Das mittlere stellte eine überlebensgroße Christusgestalt dar. Der bisherige Flügelaltar wurde in einen Altartisch umgewandelt. Die verschnörkelte Kanzel wurde herausgenommen, eine schlichte wurde dicht vor die erste Reihe der Kirchenbänke gestellt. Die Kirche brannte am 15. Februar 1944 völlig aus. Der Wiederaufbau nach historischem Vorbild der Kirche begann 1953. Der Turm erhielt drei Gussstahlglocken, die 1956 vom Bochumer Verein hergestellt wurden.
| Schlagton | Gewicht (kg) | Durchmesser (cm) | Höhe (cm) | Inschrift |
| --------- | ------------ | ---------------- | --------- | --- |
| d'        | 1350         | 151              | 137       | DIE GLOCKEN DER SEGENSKIRCHE, MIT DER KIRCHE ZERSTÖRT AM 15. 2. 1944, DURCH DEN OPFERSINN DER GEMEINDE ERNEUERT WEIHNACHTEN 1956. |
| f'        | 0780         | 126              | 116       | IHR SEID DAZU BERUFEN, DASS IHR DEN SEGEN ERERBET.                                                                                |
| g'        | 0520         | 111              | 103       | ICH WILL DICH SEGNEN, UND DU SOLLST EIN SEGEN SEIN.                                                                               |

Am 10. November 1957 fand die Einweihung der wiederaufgebauten Kirche statt. Die neue Orgel der Berliner Orgelbauwerkstatt Karl Schuke wurde am 25. September 1960 eingeweiht. Die drei Altarfenster erhielten 1962 eine neue Farbverglasung.